# أشبال السعودية (مجلة)
مجلة أشبال السعودية هي مجلة شهرية سعودية صدر العدد الأول منها في محرم 1402هـ، أكتوبر 1982م، تصدر عن الشركة السعودية للطيران مع وكالة الصحافة الإسلامية، وهي المجلة نفسها التي صدرت فيما بعد داخل مجلة أهلاً وسهلاً، والمجلة أهدتها الشركة السعودية إلى الجيل الجديد.
مديرها العام أحمد مطر ومدير العلاقات العامة يعرب عبد الله بلخير. ولا تعتمد المجلة كثيراً  على القصص الكارتونية وتعتمد أكثر على المعلوماتية والتسالي، والقصص غير الكارتونية، وتشغل التسالي عدة صفحات تحت عنوان: رياضة ذهنية، فيها كلمات متقاطعة ومتاهات، وتوصيل الأرقام، والتلوين، وكلمات ضائعة، وتظليل واختبر قدرتك الفنية.. ولا تنشر المجلة مسابقات باعتبار أن القارئ لها عابر، لكنها تنشر صور القراء ومساهماتهم ورسوماتهم تحت اسم حديقة الأشبال، وفي الوقت نفسه تحاول التواصل مع القراء، صارت المجلة ملحقاً في منتصف الثمانينيات ثم توقفت عن الصدور، تهتم بالمعارف الدينية والعلمية ليس هناك شعار ثابت للمجلة ولا تباع ولا تعتمد على الإعلانات.

## الأبواب
- قبسات من تاريخ الإسلام،
- موسوعة الأشبال
- حول العالم مع السعودية
- من آيات الله في الآفاق
- الكوبرا والنمس
- نادي الأشبال
- هدية العدد
- تقنية
- هوايات ومهارات
- الجديد في عالمك
- المؤمن القوي
- الرياضة
- نحن الأشبال
- رياضة ذهنية
- سؤال وإجابة